# Đài Phát thanh Quốc tế Slovakia
Đài Phát thanh Quốc tế Slovakia (tiếng Anh: Radio Slovakia International; viết tắt: RSI) là đài phát thanh thuộc sở hữu của đài truyền hình công cộng RTVS. Phát sóng lần đầu vào ngày 4 tháng 1 năm 1993. RSI phát sóng bằng sáu ngôn ngữ gồm tiếng Anh, Pháp, Đức, Nga, Tây Ban Nha và Slovak.